# 2312 Дубошин
2312 Дубошин  (2312 Duboshin) — астероїд головного поясу, відкритий 1 квітня 1976 року.
Тіссеранів параметр щодо Юпітера — 3,031.